# Solegnathus robustus
Solegnathus robustus é uma espécie de peixe da família Syngnathidae.
É endémica da Austrália.